# Насау (херцогство)
Вижте пояснителната страница за други значения на Насау.
Херцогство Насау (на немски: Herzogtum Nassau) е историческа държава, херцогство в Западна Европа само 60 години, от 1806 до 1866 г. То е държава на Германския съюз в днешните Хесен и Рейнланд-Пфалц. Столици са Вайлбург (до 1816) и Висбаден (от 1816). Управляваща династия e Дом Насау.
Херцогството има площ от 4855 км²  Архив на оригинала от 2007-09-27 в Wayback Machine. и през 1806 г. има 302 769 жители и 465 636 жители през 1865 г.  Архив на оригинала от 2007-09-27 в Wayback Machine..
Образувано е от Насау-Вайлбург и Насау-Узинген и станалите собственост на Дом Насау през 1803 г. дяснорейнски територии от Куркьолн, Куртрир и Курмайнц. Последвано е от Пруската провинция Хесен-Насау.

## Херцози на Насау
| Регент         | Роден         | Смърт           | Управление                         |
| -------------- | ------------- | --------------- | ---------------------------------- |
| Фридрих Аугуст | 23 април 1738 | 24 март 1816    | 30 август 1806 – 24 март 1816      |
| Вилхелм I      | 14 юни 1792   | 20 август 1839  | 24 март 1816 – 20 август 1839      |
| Адолф I        | 24 юли 1817   | 17 ноември 1905 | 20 август 1839 – 20 септември 1866 |

- Фридрих Аугуст
- Вилхелм I
- Адолф I